# Thomas Rymer
Thomas Rymer (vers 1643 - 1713) est un historien anglais.
Né dans le Yorkshire, il est nommé historiographe de la couronne en 1692, et fait d'immenses recherches dans les archives de la Tour de Londres. Il en tire un recueil de pièces en 16 volumes appelé Foedera, ou vulgairement Actes de Rymer, publiés de 1704 à 1713 et réédités par la suite.

## Ouvrages
- (la) Thomas Rymer et Robert Sanderson, Fœdera conventiones, literæ, et cujuscunque generis acta publica, inter reges Angliæ, vol. I, Neaulme, 1739, 3e éd. (lire en ligne)